# Aleksa Janković (calciatore)
Aleksa Janković (in serbo Алекса Јанковић?; Požarevac, 12 aprile 2000) è un calciatore serbo, attaccante del Sumqayıt.

## Caratteristiche tecniche
È un'ala destra.

## Carriera

### Club
Cresciuto nelle giovanili del Partizan, nel settembre del 2019 viene ceduto in prestito al Teleoptik, militante in terza divisione; nel gennaio 2020 viene acquistato a titolo definitivo dal Voždovac con cui debutta in Superliga il 21 febbraio, contro lo Spartak Subotica. Il 5 giugno seguente realizza la sua prima rete, decidendo il match vinto 1-0 contro il Napredak Kruševac.

### Nazionale
Ha giocato nella nazionale serba Under-17.

## Statistiche
Statistiche aggiornate al 28 aprile 2021.

### Presenze e reti nei club
| Stagione        | Squadra         | Campionato      | Campionato | Campionato | Coppe nazionali | Coppe nazionali | Coppe nazionali | Coppe continentali | Coppe continentali | Coppe continentali | Altre coppe | Altre coppe | Altre coppe | Totale | Totale | Totale |
| Stagione        | Squadra         | Comp            | Pres       | Reti       | Comp            | Pres            | Reti            | Comp               | Pres               | Reti               | Comp        | Pres        | Reti        | Pres   | Reti   |        |
| --------------- | --------------- | --------------- | ---------- | ---------- | --------------- | --------------- | --------------- | ------------------ | ------------------ | ------------------ | ----------- | ----------- | ----------- | ------ | ------ | ------ |
| 2019-gen. 2020  | Teleoptik       | 3L              | ?          | ?          | CS              | 2               | 0               |                    | -                  | -                  |             | -           | -           | 2+     | 0+     |        |
| gen.-giu. 2020  | Voždovac        | SL              | 8          | 1          | CS              | 0               | 0               |                    | -                  | -                  |             | -           | -           | 8      | 1      |        |
| 2020-2021       | Voždovac        | SL              | 17         | 0          | CS              | 1               | 0               |                    | -                  | -                  |             | -           | -           | 18     | 0      |        |
| Totale carriera | Totale carriera | Totale carriera | 25+        | 1+         |                 | 3               | 0               |                    | -                  | -                  |             | -           | -           | 28+    | 1+     |        |